# Modpave Felix 2.
 Ikke at forveksle med Pave Felix 2..
Modpave Felix 2. (død 365) var Roms biskop 355-358. Dette var på den tid normalt ensbetydende med, at man var pave, men den romersk-katolske kirke betegner ham som modpave. I 356 blev han ophævet til pavestolen, da pave Liberius 1. blev landsforvist af kejser Constantius II for at nægte at deltage i fordømmelsen af Athanasius af Alexandria. Valget af Felix gik imod den generelle stemning i byen, hvor der var stor sympati for Liberius, og hvor befolkningen derfor havde indgået et fælles løfte om ikke at anerkende nogen anden biskop, så længe Liberius stadig var i live. Indsættelsesceremonien for Felix blev gennemført af visse prælater tilhørende hoffet. I 357 lod Constantius sig overtale af en indtrængende bøn blandt indflydelsesrige romerske kvinder til at give Liberius amnesti, hvis han blot ville gå over til en halv-ariansk tro. Samtidig gav Constantius ordre til, at de to biskopper skulle regere i fællesskab, men da Liberius det følgende år drog ind i Rom, blev han modtaget med så stor entusiasme af alle dele af byen, at Felix fandt det klogest at forlade byen straks.
Man kender ikke ret meget til resten af hans liv, og de nedfældede udsagn modsiger hinanden, men det forekommer sandsynligt, at han tilbragte meget af sin tid tilbagetrukket på en ejendom nær Porto. Han døde uvist af hvilken grund i 365 og blev kanoniseret som helgen med navnedagen 29. juli. Under pave Gregor 13. blev det diskuteret, om Felix skulle henregnes til paverækken, og for eventuelt at finde guddommelig hjælp til at tage beslutningen blev hans sarkofag åbnet. Det blev sagt, at ordene "pave og martyr" var skrevet på hans krop.